# Lasne
Lasne (vallonska Lane) är en kommun i provinsen Vallonska Brabant i fransktalande Vallonien i Belgien. Den består av ortsdelarna Couture-Saint-Germain, Lasne-Chapelle-St-Lambert, Maransart, Ohain och Plancenoit.
De angränsande kommunerna är Braine-l'Alleud, Waterloo, Rixensart, La Hulpe, Genappe och Ottignies-Louvain-la-Neuve.

## Politik
Lasne har Abbeville i USA och Azay le Rideau i Frankrike som vänorter.

## Historia
I ortsdelen Plancenoit ägde sammandrabbningar rum mellan franska och preussiska trupperunder slaget vid Waterloo. När preussarna slutligen erövrade Plancenoit, kunde de nå centrum av slagfältet och besegra fransmännen. För preussarna upprättades ett monument i Plancenoit.